# مرکز قلب تهران
مرکز قلب تهران یک بیمارستان تخصصی قلب وابسته به دانشگاه علوم پزشکی تهران است. این مجموعه درمانی در خیابان کارگر شمالی در محله امیرآباد تهران و مجاور بیمارستان شریعتی قرار گرفته‌است. این بیمارستان پس از مرکز قلب رجایی دومین بیمارستان تخصصی قلب تهران و ایران به‌شمار می‌رود.

## پیشینه
ایده ساخت مرکز قلب تهران به واپسین سال‌های دهه ۶۰ خورشیدی بازمی‌گردد. در سال ۱۳۶۹ مرکز درمانی، پژوهشی قلب تهران به صورت شرکت سهامی خاص با مدیریت دکتر حسن عارفی آغاز به کار نمود. عملیات ساختمانی مرکز قلب تهران در سال ۱۳۷۱ و به دنبال دریافت وام از بانک توسعه اسلامی آغاز شد. ساختمان بیمارستان در ضلع شرقی بیمارستان شریعتی که محوطه پارکینگ و فضای سبز بود بنا شد. با وجود پایان ساخت بیمارستان در سال ۱۳۷۸، به دلیل مشکلات مدیریتی و اختلاف با دانشگاه علوم پزشکی تهران بر سر روش مدیریت بیمارستان، گشایش بیمارستان تا سال ۱۳۸۰ به تأخیر افتاد.
سرانجام بیمارستان در تاریخ ۲۲ بهمن ۱۳۸۰ با حضور رئیس‌جمهور وقت، سید محمد خاتمی، و تحت مدیریت و نظارت علمی-آموزشی دانشگاه علوم پزشکی تهران به مدیریت عامل دکتر مجتبی شیرالی گشایش یافت.isna.ir/xDF9

## ویژگی‌های بیمارستان
- مساحت: ۱۷۰۰۰ مترمربع
- تعداد تخت: ۵۰۰ تخت ثابت و فعال که ۲۵۰ تخت مجهز به دستگاه پایش قلب است.
- بخش‌ها: ۴ بخش جراحی، ۸ بخش CCU، اورژانس، ۶ بخش Post CCU،  ۴ بخش ICU قلب باز، ۲ بخش Post ICU، کت‌لب، بخش احیاء، بخش بیماران VIP، بخش تحقیقات، بخش دندانپزشکی
- امکانات پاراکلینیک: آنژیوگرافی، رادیولوژی، آزمایشگاه، فیزیوتراپی، سونوگرافی
- باند فرود بالگرد روی بام بیمارستان

## مدیریت
در حال حاضر این بیمارستان زیر نظر هیئت امنا و دانشگاه علوم پزشکی تهران اداره می‌شود. ریاست کنونی بیمارستان بر عهده دکتر واشقانی فراهانی است.

## کتابخانه
این کتابخانه که به نام بنیانگذار بیمارستان، کتابخانه دکتر سید حسن عارفی نامیده شده‌است دربرگیرنده منابع تخصصی پزشکی به ویژه در زمینه بیماری‌های قلب و عروق به زبان‌های فارسی و انگلیسی است.

## مجله مرکز قلب تهران
ژورنال پزشکی مرکز قلب تهران با نام Journal of Tehran University Heart Center از سال ۱۳۸۴ زیر چاپ رفت. این مجله تخصصی پژوهشی که به زبان انگلیسی است هر ۳ ماه یک بار منتشر می‌شود. در تابستان ۱۳۹۰ این مجله برای فهرست شدن در بانک‌های اطلاعاتی PubMed و PubMed Central پذیرفته شد.